# Kashiapa
Este artículo trata sobre el sabio hindú Kashyapa. Para el discípulo del Buda Shakyamuni, véase Mahākāśyapa. Para el antiguo buda, véase Buda Kassapa
En el marco del hinduismo, Kashiapa fue un antiguo rishi (sabio), que se convirtió en uno de los Saptarshis (Siete Sabios) y en el progenitor de toda la humanidad.

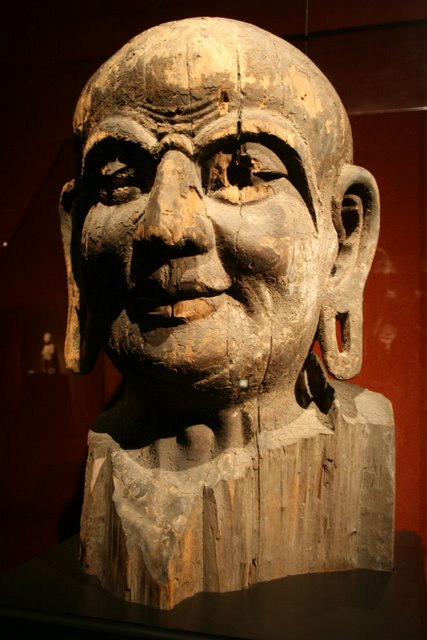
Una cabeza china esculpida en madera representa a Kashiapa; Dinastía tang (618-907).

- kaśyapa, en el sistema AITS (alfabeto internacional para la transliteración del sánscrito).
- कश्यप, en escritura devanagari del sánscrito.
- Pronunciación: /kashiápa/.[1]

Los otros saptarshis eran:
- Atri,
- Vásishtha,
- Vishuá Mitra,
- Gótama Rishi,
- Yamadagní,
- Bharaduaya[2]

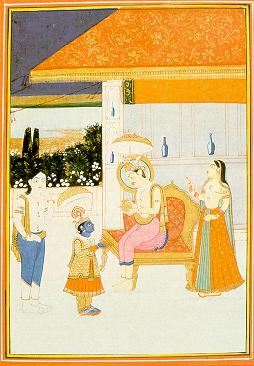
El avatar Vamanádev (hijo de Rishi Kashiapa con Áditi) en la corte del rey Bali.

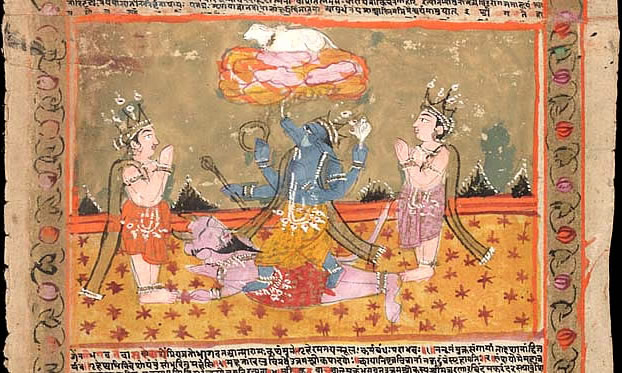
El avatara Varaja mata a Jiraniaksha.

En letra devánagari se escribe कश्यप kaśiapa sánscrito.
Según la mitología hindú, fue el padre de los devas, asuras, nagas y de toda la humanidad. Está casado con Áditi, con quien fue padre de Agní, los Aditias, y lo más importante: del propio dios Vishnú, que nació con el nombre de Vamaná (el avatar enano), como hijo de Aditi, en el séptimo manu antara.
Con su segunda esposa, Diti, tuvo a los daitias (demonios).
Diti y Aditi eran hijas del rey Daksha Prayapati y hermanas de Dakshaiani (esposa del poderoso asceta Shivá).
Kashiapa recibió el mundo de manos de Parashurama, quien lo había conquistado al matar al rey Kartaviria Áryuna y desde ese momento a la Tierra se la llama Kashiapi.
Hay un Kashiapa autor del tratado Kashiapa Samhita (o Braddha Yivakíia Tantra), que es considerado un libro de referencia clásico sobre el Áiur-veda, especialmente en cuidado del niño (pediatría), ginecología y obstetricia.
Generalmente se supone que hubo varios Kashiapas y que el nombre indica el estatus y no a un individuo.

## Nacimiento y linaje de Kashiapa

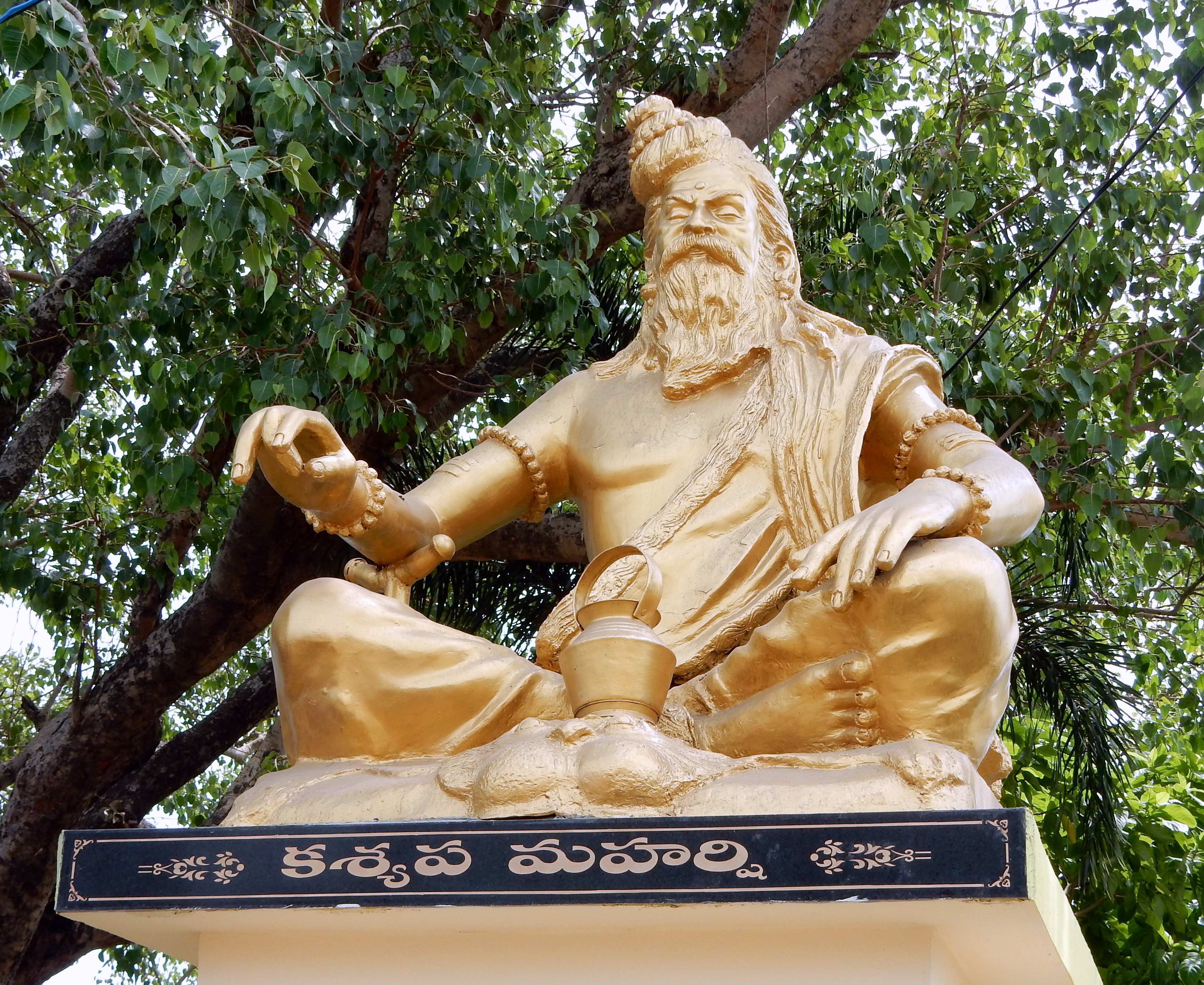
Estatua Kashyapa en la India

Kashiapa era hijo de Márichi, que era uno de los diez mánasa-putras (hijos mentales) del dios creador Brahmá.
Su suegro fue el prayapati Daksha, que había tenido trece hijas:
1. Áditi
2. Diti
3. Kadru
4. Danu
5. Arishta
6. Surasa
7. Surabhí
8. Vinata
9. Tamra
10. Krodhavasa
11. Ida
12. Khasa
13. Muni[7]

### Hijos de Kashiapa
- Sus hijos con Áditi (los Aditias, o hijos de Aditi) fueron:
  - Amsha,
  - Ariaman,
  - Bhaga,
  - Dhuti,
  - Mitra,
  - Pushan,
  - Shakra,
  - Savitar,
  - Tvastar,
  - Varuna,
  - Vishnú y
  - Vivasvat.[7]

Ellos comenzaron la dinastía solar (Suria vansha), que más tarde se conocería como la dinastía Ikshuaku, luego de su bisnieto, el rey Ikshwaku, cuyos reyes siguientes fueron
Kukshi,
Vikukshi,
Bana,
Anarania,
Prithu,
Trishanku y
Raghú,
después del cual la dinastía se llamó raghú vansha (dinastía de Raghú), donde terminaría apareciendo el rey Rama, hijo del rey Dásharatha.
- Hijos con su esposa Diti:
  - Jiraniakashipu (demonio que fue matado por el dios león Narasimja; tuvo cuatro hijos: Anujlada, Jlada, Prajlada y Sanjlada, que extendieron a los daitias).
  - Jirania Akshá (demonio matado por el dios jabalí Varaja).
  - Sinka (hija que más tarde se casó con Viprachitti).
- Hijos con su esposa Vinata[9]
  - Garudá (el ave portadora de Vishnú) y
  - Aruná (el mágico cochero del dios del Sol).
- Hijos con su esposa Kadru
  - nagas (serpientes humanas).
- Hijos con su esposa Danu.
  - dánavas (demonios).
- Hijos con su esposa Muni
  - apsaras (según el Bhágavata-purana.

En la línea familiar de Kashiapa, hay otros dos creadores de mantras (aparte de él):
- Avatsara y sus dos hijos (nietos de Kashiapa).
  - Nidhruva y
  - Rebha
- Asita.
  - Shandila, quien no fue escritor de mantras pero comenzó la famosa dinastía (gotra) Shandilia.

## Valle de Kashiapa

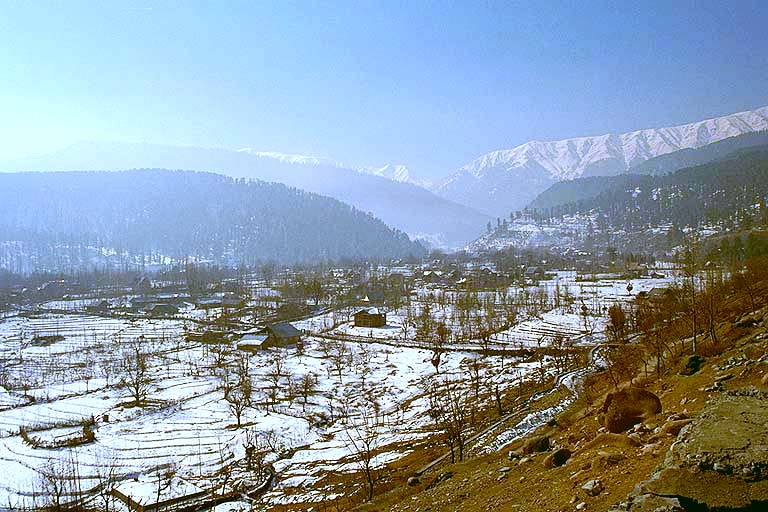
El valle de Kashmir.

Se cree que el valle y la región de Cachemira (en los Himalayas) recibieron su nombre de Kashiapa.
La leyenda dice que el actual valle de Cachemira era un inmenso lago de altura que se llamaba Kashiap-mira (mar de Kashiapa). Kashiapa lo mandó drenar, y allí quedó un hermoso valle. Con el tiempo su nombre se convirtió en Kash-mir.

## En otros manu-antaras
Kashiapa se convirtió en uno de los saptarshis en el actual periodo manuantara (que dura millones de años antes de volver a repetirse).
En el periodo manu-antara (‘dentro de [del periodo de] un Manu’) llamado Swarochisha, Kashiapa fue uno de los siete sabios principales.